# عتبة اللاكتات
نقطة انعطاف منحنى اللاكتات (اختصارًا LIP) هي كثافة التمرين التي يبدأ عندها تركيز اللاكتات و / أو حمض اللبنيك في الدم في الزيادة بسرعة. عند بذل مجهود جسمي يٌستهلك جلوكوز لمد الجسم بالطاقة ويتحول إلى لاكتات. غالبًا ما يتم التعبير عنه بنسبة 85% من الحد الأقصى لمعدل ضربات القلب أو 75% من الحد الأقصى لاستهلاك الأكسجين. عند ممارسة الرياضة عند عتبة اللاكتات أو أقل منها، يقوم الجسم بإزالة أي لاكتات تفرزها العضلات للحول ضد تراكمها.

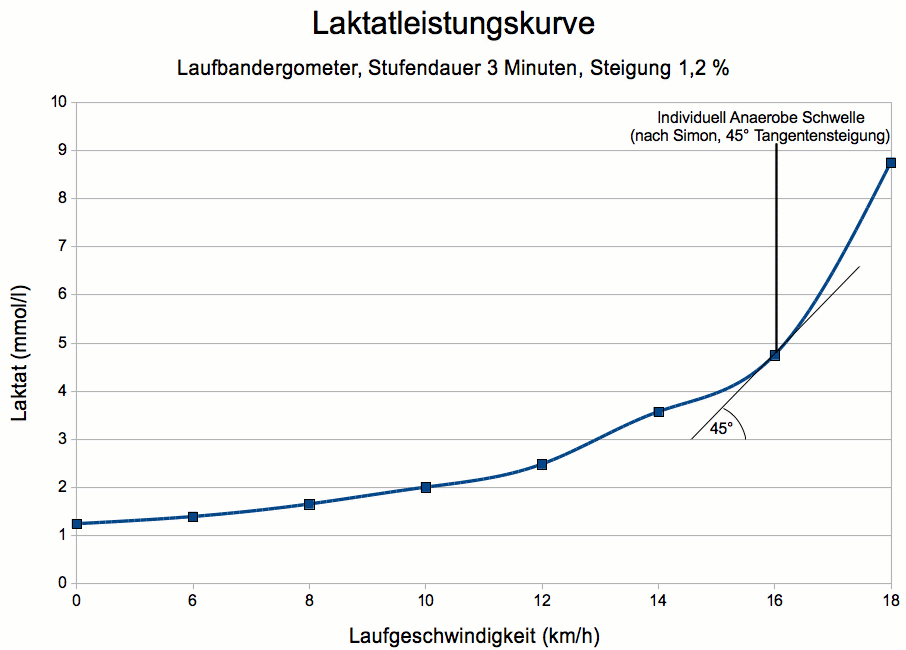
منحنى أداء اللاكتات لاختبار جهاز المشي للعتبة لاهوائية : العتبة هنا تظهر عند سرعة 16 كيلومتر في الساعة؛ وهي تختلف من شخص لشخص.

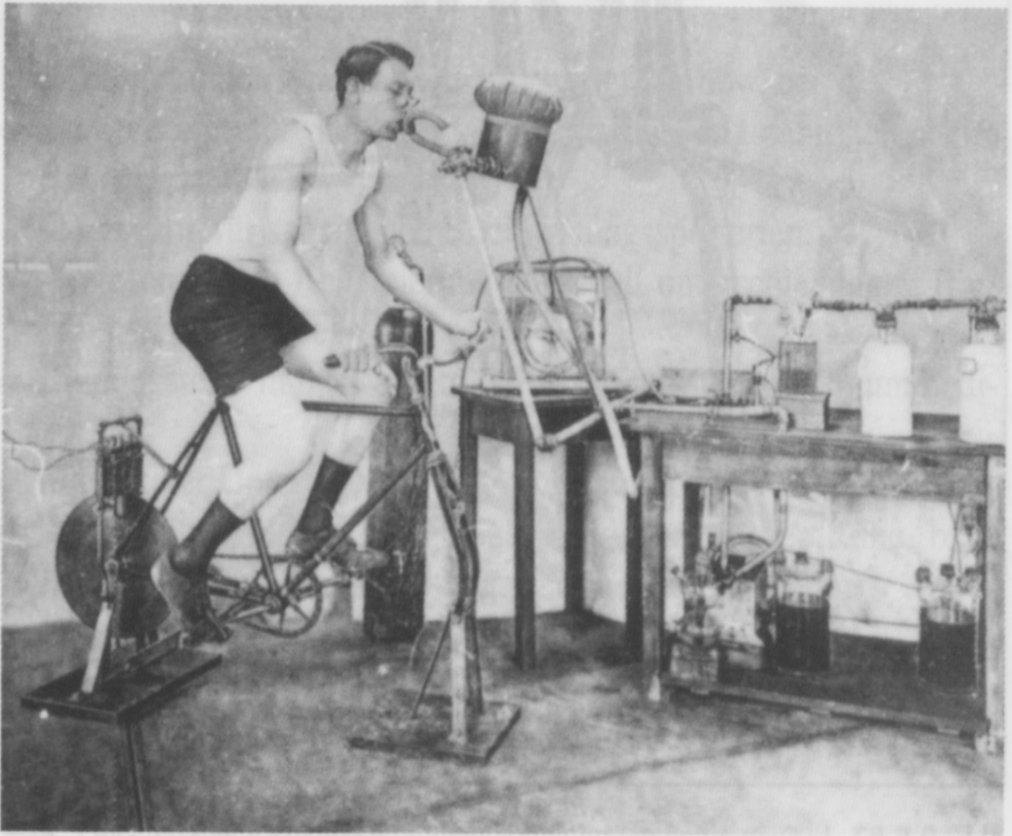
قياس قوى الدراجة للتحقيق في عملية التمثيل الغذائي للغاز حوالي عام 1900 في الولايات المتحدة الأمريكية.

غالبًا ما يتم الخلط بين بداية تراكم اللاكتات في الدم (OBLA) وعتبة اللاكتات. مع شدة التمرين أعلى من الحد الأدنى، يتجاوز إنتاج اللاكتات المعدل الذي يمكن للجسم تكسيره. سيظهر تركيز اللاكتات في الدم زيادة تعادل 4.0 ملي مول في اللتر ؛ فهو يتراكم  في العضلات أولا ثم ينتقل إلى مجرى الدم.
تؤدي ممارسة التحمل (الإجهاد) المنتظم إلى تكيفات في العضلات الهيكلية مما يرفع عتبة مستوي اللاكتات. يتم الانتقال عن طريق تنشيط مستقبل البروتين PGC-1α، والذي يغير تركيبة الإنزيم المتماثل لمركب لاكتات ديهيدروجينيز (LDH) ويقلل من نشاط نازعة هيدروجين اللاكتات أ (LDHA)، مع زيادة نشاط اللاكتات ديهيدروجينيز ب (LDHB).

## أنواع التدريب
تعتبر عتبة اللاكتات مقياسًا مفيدًا لتحديد شدة التمرين سواء للتدريب AeT lactate thresholdlactate thresholdأو السباقات في رياضات التحمل (على سبيل المثال، الجري لمسافات طويلة، وركوب الدراجات، والتجديف، والسباحة لمسافات طويلة، والتزلج على الثلج مسافات طويلة )، ولكنها تختلف بين الأفراد ويمكن زيادتها بالتدريب.

### التدريب المتقطع
يتناوب التدريب المتقطع أو تدريب الفترة ويتم على فترات بين بذل الجهد والراحة، مما يسمح للجسم بتجاوز عتبة اللاكتات مؤقتًا بكثافة عالية، ثم التعافي (تبخفض اللاكتات في الدم). يستخدم هذا النوع من التدريب ATP-PC ونظام حمض اللاكتيك أثناء التمرين، مما يوفر أكبر قدر من الطاقة عندما تكون هناك فترات قصيرة من التمارين عالية الكثافة تليها فترة راحة. يمكن أن يتخذ التدريب المتقطع شكل العديد من أنواع التمارين المختلفة، وهو يعتمد على تكرار الحركات الخاصة بالرياضة التي يتم التدريب عليها. يمكن تعديل التدريب المتقطع حسب امكانية كل شخص، ولكن من المهم مراعاة شدة الجهد في كل فترة أو مدتها أو مسافة كل فترة، ومدة الراحة / الاسترداد، وعدد مرات التكرار، وتكرار التدريب ونوع ومدة استعادة اللياقة.

### تدريب فارتليك
يتشابه الـفارتليك والتدريب المتقطع، والفرق الرئيسي هو نظام التمرين. Fartlek هي كلمة سويدية تعني اللعب السريع. هذا النوع من التدريب هو مزيج من التدريب طويل الأمد  (الهوائي بشكل عام) والتدريب المتقطع (اللاهوائي عمومًا)، والذي يتضمن تغييرات ثابتة في السرعة / والشدة طوال اداء التمرين.

### التدريب الهوائي واللاهوائي

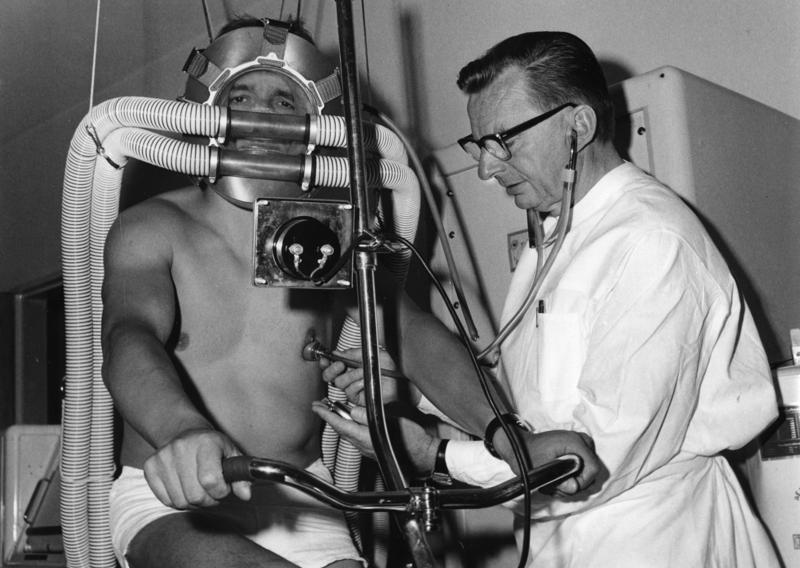
اختبار طبي رياضي في معهد الطب الرياضي في برلين عام 1950.

من المهم فهم الفرق بين عتبة اللاكتات وقدرة تحمل حمض اللاكتيك. لن يساعد التدريب الهوائي في تحمل حمض اللاكتيك، ومع ذلك، فإنه سيرفع من عتبة اللاكتات. سيبني الجسم تحملاً أفضل لتأثيرات تجمع حمض اللاكتيك بمرور الوقت أثناء التدريب. يعمل التدريب اللاهوائي على تحسين الاحتياطيات القلوية للعضلات، مما يسمح لقدرة العضلات على العمل في وجود حمض اللاكتيك (حمض اللبنيك) المتزايد.
التدريب عند أو أعلى قليلا من عتبة الاكتيك ستحسن قدرة تحمل حمض اللاكتيك.

## قياس عتبة اللاكتات
تنتج العضلات اللاكتات حتى في حالة الراحة، حيث تتراوح مستويات اللاكتات في الدم في نطاق 1-2 ملي مول/ لتر. على الرغم من تعريف عتبة اللاكتات على أنها النقطة التي يبدأ فيها حمض اللاكتيك في التراكم، فإن بعض المختصين ينصحون ببذل الجهد بالقرب منها عن طريق عبور عتبة اللاكتات واستخدام النقطة التي يصل عندها اللاكتات إلى تركيز 4 مليمول/لتر من اللاكتات. يتضمن القياس الدقيق لتركيز اللاكتات في الدم أخذ عينات من الدم (عادةً وخز الإصبع أو شحمة الأذن أو الإبهام) أثناء الاختبار على المنحدر حيث تزداد كثافة التمرين تدريجيًا.

## دقة عينات الدم
تعتبر عينات الدم طريقة شائعة لقياس تركيز اللاكتات في الدم، ولكن هناك العديد من العوامل التي قد تؤثر على العينة. كل فرد لديه حالة صحية مختلفة، وبالتالي فإن نتائج استجابة اللاكتات في الدم يمكن أن تختلف بسبب عوامل قبل التمرين، مثل كمية الجليكوجين في جسم الشخص ودرجة الحرارة المحيطة. "علاوة على ذلك، قد يختلف تركيز اللاكتات الذي تم قياسه اعتمادًا على تلوث عرق موقع أخذ العينات، ودقة جهاز تحليل اللاكتات." هناك العديد من العوامل التي قد تعطي هذا الاختبار قراءة خاطئة ؛ من المهم أن يأخذ الفرد هذه الأمور في الاعتبار للحصول على اختبار دقيق.

## قياس اللاكتات للعتبات الهوائية واللاهوائية
يتم تعريف العتبة الهوائية (AeT أو AerT) أحيانًا بشكل مكافئ لعتبة اللاكتات (LT) ؛ مثل شدة التمرين التي ترتفع فيها تركيزات اللاكتات في الدم عن مستويات الراحة. في المقابل، في العتبة اللاهوائية (AnT)، يكون التمرين في شدة يرتبط بعدها تركيز اللاكتات في الدم خطيًا بكثافة التمرين، ولكنه يزيد مع كل من كثافة التمرين ومدته. يسمى تركيز اللاكتات في الدم عند الحد اللاهوائي "أقصى تركيز لاكتات في الحالة المستقرة" (MLSS).
العتبةالهوائية AeT هي شدة التمرين التي يبدأ عندها  مسار الطاقة اللاهوائية في العمل، وتعتبر حوالي 65-85% من الحد الأقصى لمعدل ضربات القلب للفرد. اقترح البعض أن هذا هو الحد الذي تصل فيه اللاكتات في الدم إلى تركيز 2 مليمول / لتر (في وقت الراحة يكون عادة حوالي 1 ملي مول/لتر ). يزيد نظام الطاقة اللاهوائية من القدرة على إنتاج اللاكتات في الدم أثناء ممارسة الرياضة القصوى، الناتجة عن زيادة كمية تخزين الغلايكوجين  والإنزيمات الخاصة بالجلوكوز.
في منهجيات التدريب المستقطب على أساس المنطقة، يتم استخدام عتبة اللاكتات 1 ( LT1 ) بشكل شائع لتحديد نقطة الانعطاف على المنحنى، وغالبًا ما يتم ملاحظتها حول مستويات اللاكتات في الدم التي تبلغ 2.0 ملي مول / لتر، بينما يـٌستخدم LT2 بشكل شائع لتحديد نقطة الانعطاف غير الخطية، وغالبًا ما يتم ملاحظتها حول اللاكتات في الدم عند مستوى 4.0 ملي مول / لتر.